# 育空 (喬治亞州)
育空（英語：Yukon）是位於美國喬治亞州吉爾默縣的一個非建制地區。該地的面積和人口皆未知。

## 地理
育空的座標為34°37′38″N 84°28′05″W / 34.62722°N 84.46806°W，而該地的平均海拔高度為477米（即1565英尺）。